# Lophothripa viteana
Lophothripa viteana är en fjärilsart som beskrevs av Embrik Strand 1917. Lophothripa viteana ingår i släktet Lophothripa och familjen trågspinnare. Inga underarter finns listade i Catalogue of Life.